# アレトゥーサ (小惑星)
アレトゥーサ (95 Arethusa) は小惑星帯（メインベルト）にある大きめの小惑星。1867年にデュッセルドルフでロベルト・ルターによって発見された。
色が暗いため、表面は単純な炭素化合物で構成されていると考えられている。
ギリシア神話のアレトゥーサにちなんで名づけられた。
1998年2月に1回と2003年に2回、さらに2011年8月3日、アレトゥーサによる恒星の掩蔽が観測された。特に2011年の観測から、アレトゥーサは扁平な形状であると考えられている。